# Tashi Wangmo
Tashi Wangmo (née le 19 février 1973) est une membre du Conseil national du Bhoutan.

## Biographie

### Éducation
Tashi Wangmo fréquente l'école primaire de Kanglung, le lycée de Khaling et plus tard l'université de Sherubtse. Elle reçoit une bourse d'études de l'université de Wollongong, en Australie, dont elle obtient 1997 une licence en génie mécanique. En 2003, Tashi obtient une maîtrise en politique publique au Collège doctoral de recherche politique à Tokyo.

### Carrière
Tashi Wangmo travaille comme assistante d'ingénierie au département de l'aviation civile du Bhoutan de 1999 à 2000. Elle intègre l'Autorité nationale de formation technique (NTTA) pendant trois ans avant d'être nommée à la tête de la division des politiques et de la planification du ministère du travail et des ressources humaines (en),.
En 2008, Tashi Wangmo est nommée au Conseil national en tant que candidate spéciale du roi du Bhoutan, Jigme Khesar Wangchuck. Elle conserve son poste lors des élections de 2013 et 2018,. En 2008 et 2009, elle est élue directrice du comité des affaires sociales et culturelles, et de 2013 à 2015 puis en 2018 et 2019 elle est directrice du comité de gouvernance du parlement.
Le Forum économique mondial l'intègre à sa liste des jeunes leaders du monde en 2010.